# Oxalis cuatrecasasii
Oxalis cuatrecasasii är en harsyreväxtart som beskrevs av A. Lourteig. Oxalis cuatrecasasii ingår i släktet oxalisar, och familjen harsyreväxter. Inga underarter finns listade i Catalogue of Life.